# Höj jubel till Herren
Höj jubel till Herren är en psalmtext ur Psaltaren eller en så kallad parafras på de bägge första raderna i Psaltarens psalm 100:1. I ett arrangemang av Egil Hovland växelsjunger församlingen och kören, vilket starkt påminner om till exempel Svenska kyrkans högmässoliturgi. Församlingen inleder med Höj jubel till Herren i alla länder. Tjäna Herren med glädje. Och avslutar varje mening med Halleluja!. Kören sjunger därpå ur Psaltaren verserna 100:4 respektive 5 där församlingen svarar med sina bägge meningar ur första versen. Slutligen sjunger kören Ära vare Fadern och Sonen och den Helige Ande, såsom det var i begynnelsen, nu är och skall vara, från evighet till evighet. Amen varpå församlingen åter sjunger sin parafras ur första versen. Körens avslutningsfras är den som används som inledning vid julottans högmässa.

## Publicerad i
- Den svenska psalmboken 1986 som nummer 664 under rubriken "Psaltarpsalmer och cantica"
- Herren Lever 1977 som nummer 803 under rubriken "Lovsånger".[1]
- Psalmer i 90-talet som nummer 912 under rubriken "Psaltarpsalmer och Cantica"
- Psalmer och Sånger 1987 som nummer 761 under rubriken "Psaltarpsalmer och andra sånger ur bibeln".[2]